# Седа (Латвия)
Се́да (латыш. Sedaо файле) — единственный преимущественно русскоязычный город в северной части Латвии. Расположен в исторической области Видземе, административно входит в состав Валмиерского края.
Расстояние до столицы Латвии города Риги — 122 км.

## История

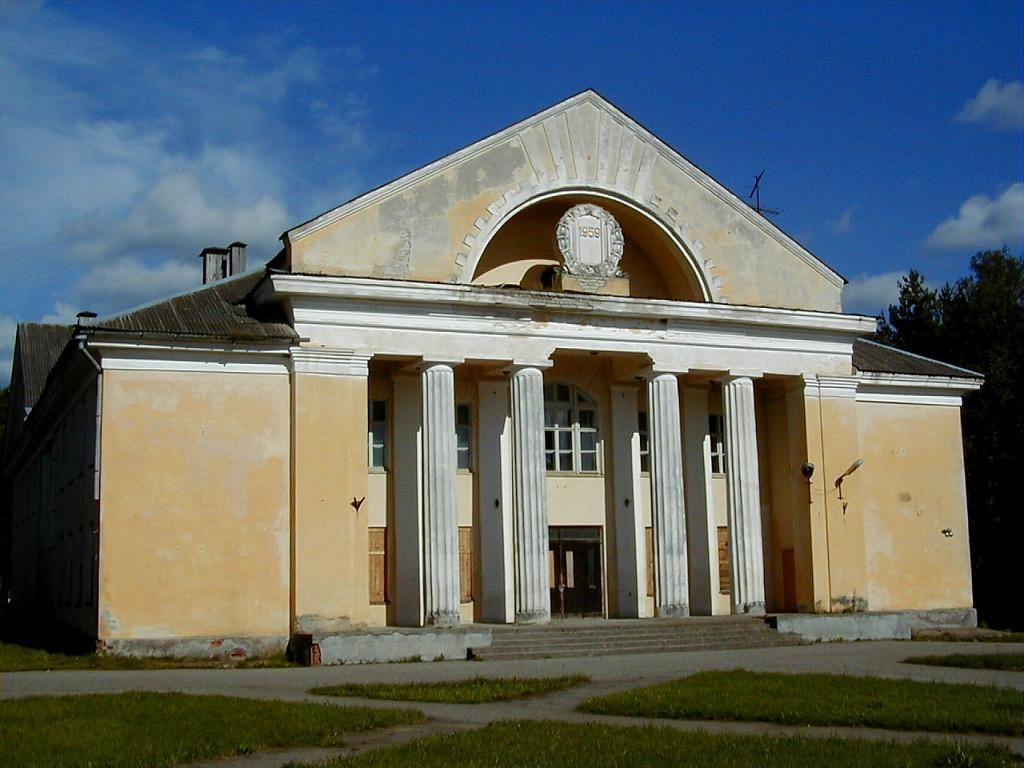
Дом культуры в Седе (построен в 1959 году)

Основан в 1952 году как посёлок для добычи и переработки торфа, в 3 км от железнодорожной станции Стренчи (на линии Рига — Лугажи). В его создании принимали участие строители со всего СССР. С тех времён сохранилась величественная архитектура в стиле сталинского ампира. Поселение быстро превратилось в посёлок городского типа Латвийской ССР (с 1954 года), c 1991 года имеет статус города.
До 1 июля 2009 года город входил в состав Валкского района.

## Промышленность
Добыча торфа ведётся до сих пор. Из переработанного торфа получают субстраты для тепличных комплексов. Основное градообразующеe предприятие — АО «Седа».

## Население
По данным Управления гражданства и миграции, на 1 января 2009 года в городе Седа проживал 1601 житель: русские составляли 63,6 %, латыши — 18,2 %, белорусы — 10,4 %. Доля латышей в составе населения города — одна из самых низких по стране.

## Транспорт

### Железнодорожный транспорт
Железнодорожный остановочный пункт Седа находится на расстоянии около 300 метров от городской черты. До декабря 2019 года железнодорожное сообщение связывало Седу с Ригой и Валгой, однако потом остановка поездов была прекращена из-за низкого спроса.
Действует узкоколейная железная дорога, проходящая через Седское болото и доставляющая торф на АО «Седа».

### Автодороги
К городу подходит региональная P26 Седская подъездная автодорога, соединяющая его с автомагистралью A3 Инчукалнс — Валмиера — граница Эстонии (Валка), являющейся частью европейского маршрута E 264.

### Междугородное автобусное сообщение
Основные маршруты: Седа — Стренчи — Валмиера — Рига; Седа — Валка.